# 재팬 럭비 리그 원
재팬 럭비 리그 원(일본어: ジャパンラグビーリーグワン, 영어: JAPAN RUGBY LEAGUE ONE)은 2003년부터 시작된 일본의 세미프로 럭비 유니온 대회(15인제)이다. 2013년 기준으로 16개 팀으로 구성되어 있으며, 상위 네 개 팀이 플레이오프인 마이크로소프트 컵에 진출한다.

## 역사
톱 리그는 일본 전국의 사회인 팀들이 한자리에 모여 높은 수준의 경기를 펼치고 일본 럭비를 활성화시킬 목적으로 발족 된 것이며, 2002년 5월 일본럭비풋볼협회 주관으로 시행된다.
2003년 첫 해 참가 팀은 2002년 동일본,간사이,서일본의 각 지역 리그 1위, 제 55회 전국 사회인대회 예선 풀리그 상위 각 2팀, 그리고 풀리그 3위 팀 중 뽑힌 열두 개 팀으로 시작되었다.
이에 따라 지역리그 1위 팀이었던 산토리, 야마하, 사닉스의 세 개 팀, 풀리그 상위 팀이었던 산요, 긴테쓰, NEC, 리코, 도시바 후추, 고베제강 등 여섯 개 팀, 그리고 풀리그 3위 팀 자격으로 구보타, 월드, 세콤의 세 팀이 첫 대회에 참가하였다.
2003년 9월 13일 도쿄 국립경기장에서 산토리와 고베제강의 경기로 톱 리그가 개막하였다.
2005-2006 시즌까지 톱 리그와 마이크로소프트 컵은 별도의 대회였지만, 2006-2007 시즌부터 톱 리그 플레이오프를 마이크로소프트 컵이 대신하게 되었다. 2007-2008 시즌부터 타임키퍼 제가 채용되었다.
재팬 럭비 톱 리그 참가팀 선수들은 프로 계약 선수가 주이지만, 사회인 선수로 불리는 회사원들도 있어 완전히 프로 리그라고 할 수는 없다. 그러나 대부분은 한국의 실업 선수 개념으로 오프시즌에도 회사일을 하지 않고 럭비에 전념하는 경우가 많다. 그리고 이적할 때 원소속 팀에서 이적 동의서를 일본럭비풋볼협회 앞으로 발행해 달라고 하지 않으면 새 팀에서 1년 간 출전할 수 없다.

## 팀 목록
| 지역   | 팀명 일본어 표기 영어 표기                                                                                          | 약칭         | 2024-25 디비전· 컨퍼런스   | 호스트 에리어 세컨더리 호스트 에리어 프렌들리 에리어                                       | 홈 경기장 | 가입 시즌 |
| ------ | --- | ------------ | -------------------------- | ------------------------------------------------------------------------------------------ | --- | --------- |
| 도호쿠 | 일본제철 가마이시 시웨이브스 日本製鉄釜石シーウェイブス NIPPON STEEL KAMAISHI SEAWAVES                              | 가마이시SW   | DIVISION 2                 | 가마이시시                                                                                 | 가마이시 우노스마이 부흥 스타디움 하와이언스 스타디움 이와키 이와긴 스타디움                                                         | 2022      |
| 간토   | 사이타마 파나소닉 와일드나이츠 埼玉パナソニックワイルドナイツ SAITAMA Panasonic WILD KNIGHTS                        | 사이타마WK   | DIVISION 1 컨퍼런스 B      | 사이타마현                                                                                 | 구마가야 럭비장 | 2022      |
| 간토   | 야쿠르트 레빈스 도다 ヤクルトレビンズ戸田 Yakult Levins Toda                                                        | L도다        | DIVISION 3                 | 도다시                                                                                     | 도치기현 그린 스타디움 | 2024-25   |
| 간토   | 사야마 세콤 러거츠 狭山セコムラガッツ SAYAMA SECOM RUGGUTS                                                          | 사야마RG     | DIVISION 3                 | 사야마시                                                                                   | 아시카가시 종합운동장 육상경기장 JIT 리사이클 잉크 스타디움 도치기현 그린 스타디움                                                   | 2024-25   |
| 간토   | NEC 그린 로케츠 도카쓰 NECグリーンロケッツ東葛 NEC GREEN ROCKETS TOKATSU                                            | GR도카쓰     | DIVISION 2                 | 아비코시·가시와시·마쓰도시·나가레야마시·노다시·가마가야시·시로이시·인자이시                | 가시와노하 공원 종합경기장 | 2022      |
| 간토   | 우라야스 D-Rocks 浦安D-Rocks URAYASU D-Rocks                                                                        | 우라야스DR   | DIVISION 1 컨퍼런스 A      | 우라야스시                                                                                 | 지치부노미야 럭비장 에가오 건강 스타디움 J빌리지 스타디움                                                                            | 2022-23   |
| 간토   | 도쿄 산토리 선골리아스 東京サントリーサンゴリアス TOKYO SUNTORY SUNGOLIATH                                          | 도쿄SG       | DIVISION 1 컨퍼런스 B      | 도쿄도·미나토구・후추시·조후시·미타카시                                                    | 아지노모도 스타디움 지치부노미야 럭비장                                                                                              | 2022      |
| 간토   | 도시바 브레이브 루퍼스 도쿄 東芝ブレイブルーパス東京 TOSHIBA BRAVE LUPUS TOKYO                                      | BL도쿄       | DIVISION 1 カンファレンスA | 도쿄도・후추시·조후시·미타카시 프렌들리 에리어：가와사키시                                 | 아지노모도 스타디움 Uvance 도도로키 스타디움 by Fujitsu 야마토 하우스 프리미스트 돔 지치부노미야 럭비장                              | 2022      |
| 간토   | 리코 블랙램스 도쿄 リコーブラックラムズ東京 RICOH BlackRams Tokyo                                                   | BR도쿄       | DIVISION 1 컨퍼런스 B      | 도쿄도·세타가야구                                                                          | 지치부노미야 럭비장 고마자와 올림픽 공원 종합운동장 육상경기장                                                                       | 2022      |
| 간토   | 시미즈 건설 고토 블루샤크스 清水建設江東ブルーシャークス SHIMIZU KOTO BLUE SHARKS                                   | 고토BS       | DIVISION 2                 | 고토구                                                                                     | 고토구 유메노시마 육상경기장 | 2022      |
| 간토   | 구보타 스피어스 후나바시·도쿄베이 クボタスピアーズ船橋・東京ベイ Kubota Spears Funabashi TOKYO-BAY                  | S도쿄베이    | DIVISION 1 カンファレンスB | 에도가와구·주오구·이치카와시·후나바시시·지바시·이치하라시·나리타시                         | 아지노모도 스타디움 스피어스 에도리쿠 필드                                                                                           | 2022      |
| 간토   | 구리타 워터 거시 아키시마 クリタウォーターガッシュ昭島 Kurita Water Gush Akishima                                   | WG아키시마   | DIVISION 3                 | 아키시마시                                                                                 | 아쓰기시 오기노 운동공원 경기장 AGF필드                                                                                              | 2022      |
| 간토   | 히노 레드돌핀스 日野レッドドルフィンズ HINO RED DOLPHINS                                                            | 히노RD       | DIVISION 2                 | 히노시·하치오지시 및 주변 지역                                                             | 오타시 운동공원 육상경기장 스피어스 에드리쿠 필드 AGF필드                                                                            | 2022      |
| 간토   | 미쓰비시 중공 사가미하라 다이나보어즈 三菱重工相模原ダイナボアーズ Mitsubishi Heavy Industries Sagamihara Dynaboars | 사가미하라DB | DIVISION 1 컨퍼런스 A      | 가나가와현·사가미하라시                                                                    | 사가미하라 기온 스타디움 지치부노미야 럭비장 다케비시 스타디움 교토 베넥스 종합운동공원 가키도마리 육상경기장                        | 2022      |
| 간토   | 요코하마 캐넌이글스 横浜キヤノンイーグルス YOKOHAMA CANON EAGLES                                                    | 요코하마E    | DIVISION 1 컨퍼런스 A      | 요코하마시 세컨더리 호스트 에리어：오이타현                                                | 닛산 스타디움 닛파쓰 미쓰자와 구기장 지치부노미야 럭비장 레조낙 돔 오이타                                                            | 2022      |
| 주부   | 시즈오카 블루레브스 静岡ブルーレヴズ SHIZUOKA BlueRevs                                                              | 시즈오카BR   | DIVISION 1 컨퍼런스 A      | 시즈오카현                                                                                 | 야마하 스타디움 | 2022      |
| 주부   | 도요타 베르블리츠 トヨタヴェルブリッツ TOYOTA VERBLITZ                                                              | 도요타V      | DIVISION 1 カンファレンスB | 아이치현·도요타시·나고야시·미요시시                                                        | 기후 메모리얼 센터 나가라가와 경기장 미쿠니 월드 스타디움 기타큐슈 도요타 스타디움                                                   | 2022      |
| 주부   | 도요타 자동직기 셔틀스 아이치 豊田自動織機シャトルズ愛知 Toyota Industries Corporation Shuttles Aichi               | S아이치      | DIVISION 2                 | 아이치현                                                                                   | 웨이브 스타디움 가리야 | 2022      |
| 주부   | 미에 혼다 히트 三重ホンダヒート MIE Honda HEAT                                                                      | 미에H        | DIVISION 1 컨퍼런스 B      | 미에현                                                                                     | 미에 교통G 스포츠의 숲 스즈카 축구·럭비장                                                                                            | 2022      |
| 긴키   | 레드 허리케인스 오사카 レッドハリケーンズ大阪 Red Hurricanes Osaka                                                  | RH오사카     | DIVISION 2                 | 오사카시                                                                                   | 얀마 스타디움 나가이 | 2022      |
| 긴키   | 하나조노 긴테쓰 라이너스 花園近鉄ライナーズ HANAZONO KINTETSU LINERS                                                | 하나조노L    | DIVISION 2                 | 히가시오사카시·오사카부                                                                    | 히가시오사카시 하나조노 럭비장 | 2022      |
| 긴키   | 고벨코 고베 스틸러스 コベルコ神戸スティーラーズ KOBELCO KOBE STEELERS                                               | 고베S        | DIVISION 1 カンファレンスA | 고베시·효고현                                                                              | 고베 종합운동공원 유니버 기념경기장 노에비어 스타디움 고베 히가시오사카시 하나조노 럭비장                                            | 2022      |
| 주고쿠 | 주고쿠 전력 레드레굴리언스 中国電力レッドレグリオンズ Chugoku Electric Power Red Regulions                          | 주고쿠RR     | DIVISION 3                 | 히로시마현 프렌들리 에리어：주고쿠 지방 전역                                               | Balcom BMW Stadium 이신 미라이후 스타디움 후쿠야마 쓰운 로즈 스타디움                                                                | 2022      |
| 주고쿠 | 마쓰다 스카이액티브스 히로시마 マツダスカイアクティブズ広島 MAZDA SKYACTIVS HIROSHIMA                               | SA히로시마   | DIVISION 3                 | 히로시마현                                                                                 | Balcom BMW Stadium 후쿠야마 쓰운 로즈 스타디움                                                                                       | 2022      |
| 규슈   | 규슈 전력 규덴 볼텍스 九州電力キューデンヴォルテクス Kyushudenryoku Kyuden Voltex                                   | 규슈KV       | DIVISION 2                 | 후쿠오카시 프렌들리 에리어：규슈 전역                                                      | 베스트 덴키 스타디움 미쿠니 월드 스타디움 기타큐슈 베넥스 종합운동공원 히가시히라오 공원 하카타의 숲 육상경기장 에가오 건강 스타디움 | 2022      |
| 규슈   | 레리로 후쿠오카 ルリーロ福岡 LeRIRO Fukuoka                                                                         | LR후쿠오카   | DIVISION 3                 | 지쿠고 지방 (아사쿠라시, 우키하시 ,오카와시, 구루메시, 다치아라이정, 지쿠고시, 히로카와정) | 구루메 종합 스포츠 센터 육상경기장                                                                                                   | 2024-25   |

## 방송
최근 럭비인기 침체로, NHK와 주요 전국 민방은 첫해 개막전을 제외하고 전국 방송을 하지 않고 있다. 그러나 BS 스포츠 전문방송국 J 스포츠는 주목되는 매치업과 마이크로소프트 컵 전 경기를 생중계하고 있다.